# Ндрангета
Ндрангета (італ. 'Ndrangheta, від грец. Ἀνδραγαθία — «доблесть») — велике італійське організоване злочинне угруповання, яке базується в Калабрії — найбіднішій провінції Італії. Хоча калабрійська Ндрангета далеко не так відома, як сицилійська Коза Ностра і неаполітанська Каморра, вона є однією з найбільш владних злочинних організацій у світі: дослідний інститут Eurispes оцінює її доходи за 2007 рік у 47 млрд євро.
Угруповання здійснює діяльність як у нелегальній сфері (торгівля наркотиками, ядерними матеріалами, нелегальний рух капіталу), так і в легальній (будівництво, ресторанний бізнес, роздрібна торгівля). Висловлюються думки про те, що Ндрангета (на відміну від інших італійських мафіозних кланів, ретельно уникає прямих зіткнень із владою) у 2000-х роках стала глобальною організацією, порівнянною з міжнародною корпорацією.
Експертом із питань калабрійської мафії вважається італійський автор Антоніо Нікасо. Одне з його останніх видань «Говорити та не сказати, десять заповідей Ндрангети в словах її членів» (2012).